# Jack Wagner
Jack Wagner (Washington, Missouri, 3 de outubro de 1959) é um ator e cantor norte-americano, mais conhecido por seus papéis nas soap operas General Hospital, Santa Barbara, The Bold and the Beautiful e Melrose Place como Peter Burns.